# Dakimakura

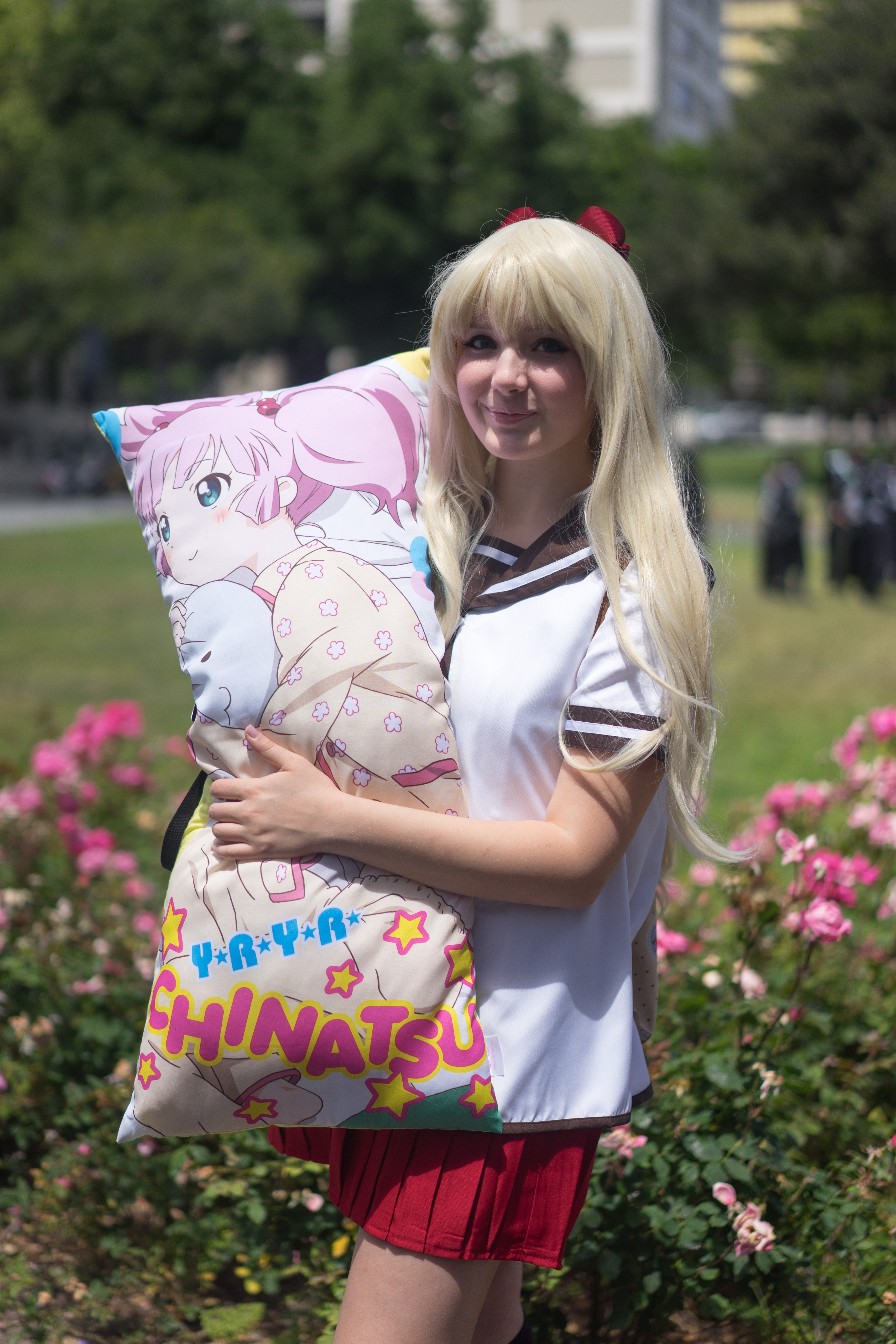
Un personne tenant un petit dakimakura.

Un dakimakura (抱き枕, de 抱く daku « étreindre, enlacer » et 枕 makura « oreiller, traversin ») est un genre de grand coussin inventé au Japon, large comme un oreiller commun mais long d'environ 1,50 mètre traditionnellement. Avec l'engouement qu'il y a eu autour, il est possible de trouver certains dakimakura plus petits, d'environ 1 mètre pour les plus petits, et jusqu'à 7 mètres pour les plus longs.
À l'origine, les dakimakura sont employés comme coussins orthopédiques au Japon, et employés par les jeunes gens comme objets transitionnels. En Occident, cependant, le terme est principalement employé pour désigner les dakimakura à décoration érotique (voire destinés à être employés comme des jouets sexuels), dont les tailles représentent, en grandeur nature, des personnages court vêtus dans des poses suggestives. Ces personnages sont souvent des personnages d'anime ou de jeux vidéo représentés dans un style bishōjo, mais ce sont parfois des photographies d'actrices de films pornographiques. Les tailles de dakimakura représentant les personnages populaires font partie des produits dérivés d'anime et de jeux vidéo et relèvent du fan service.

## Représentations dans la fiction
Dans la série télévisée américaine 30 Rock, l'épisode 9 de la saison 4, Klaus, Greta, James et Randy, montre l'acteur James Franco (qui joue son propre personnage) soupçonné d'être tombé amoureux d'un dakimakura. Jenna Maroney fait semblant de sortir avec lui pour faire taire la rumeur.

## En France
En France, les dakimakura ne connaisent pas le même engouement qu'au Japon. Cela provoque non seulement de l'incompréhension, mais aussi de l'hilarité, la culture troll étant assez présente dans la culture Otaku, par contre, la réaction la plus instinctive est celle du dégoût.
Il est possible d'en trouver lors des Japan Expo en France, mais aussi très récemment[Depuis quand ?] sur l'internet francophone alors que les sites spécialisés étant majoritairement en anglais ou bien japonais. 

## Galerie

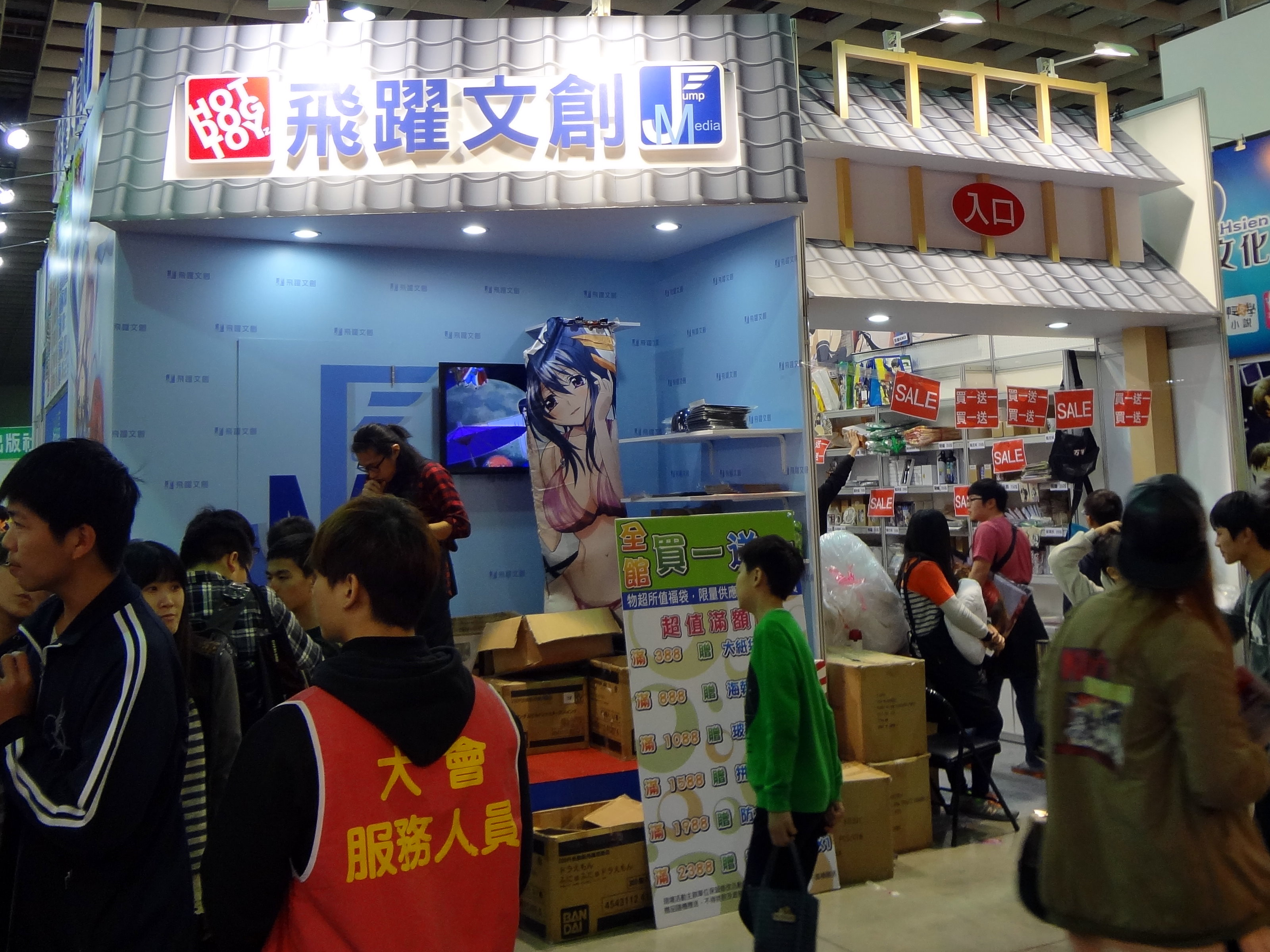